# Fay B. Prickett

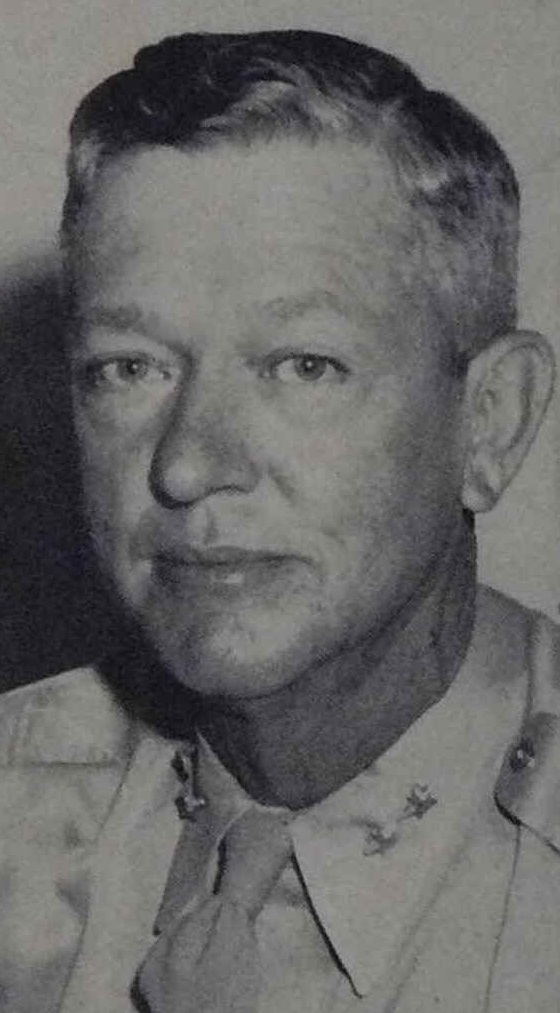
Fay B. Prickett

Fay Brink Prickett (* 29. April 1893 in Hutchinson, Kansas; † 18. Dezember 1982 in Washington, D.C.) war ein Generalmajor der United States Army. Er war unter anderem Kommandeur der 75. Infanteriedivision.
Fay Prickett war ein Sohn des Zimmermanns Darius Pricket (1854–1910) und dessen Frau Rosa Lee Dickerson (1866–1952). Er besuchte die öffentlichen Schulen seiner Heimat und trat dann der Kansas Army National Guard bei. In den Jahren 1912 bis 1916 absolvierte er die United States Military Academy in West Point. Nach seiner Graduation wurde er als Leutnant der Kavallerie zugeteilt. Später wechselte er zur Feldartillerie. In der Armee durchlief er anschließend alle Offiziersränge vom Leutnant bis zum Zwei-Sterne-General.
Im Lauf seiner Karriere absolvierte Fay Prickett verschiedene Kurse und Schulungen. Dazu gehörten unter anderem der Field Artillery Battery Officers Basic Course, der Field Artillery Officers Advanced Course, das Command and General Staff College und das United States Army War College.
Zu Beginn seiner Laufbahn diente Prickett im 10. Kavallerieregiment, das, außer dem Offizierskorps, aus afroamerikanischen Soldaten bestand, die unter dem Namen Buffalo Soldiers bekannt wurden. Neben dem 10. Kavallerieregiment traf die damals durchgeführte Rassentrennung auch auf das 9. Regiment zu. Im Jahr 1916 nahm er an der Mexikanischen Expedition teil. Im Jahr 1917 erfolgte sein Wechsel zur Feldartillerie. Seit Mai 1918 nahm er als Teil der American Expeditionary Forces am Ersten Weltkrieg teil. Er diente im 16. Feldartillerieregiment, wo er es bis zum Kommandeur eines Bataillons brachte. Während seines Kriegseinsatzes in Frankreich war Fay Prickett an mehreren Schlachten und Gefechten beteiligt, wozu unter anderem das Gefecht von Château-Thierry, die Schlacht von St. Mihiel und die Maas-Argonnen-Offensive zählten. Nach dem Waffenstillstand vom November 1918 gehörte er für einige Zeit den amerikanischen Besatzungstruppen in Deutschland an.
In den 1920er und 1930er Jahren absolvierte Prickett den für Offiziere in den jeweiligen Rangstufen üblichen Dienst in verschiedenen Einheiten und Standorten. Dazu gehörten auch Aufgaben als Stabsoffizier in verschiedenen Hauptquartieren. Er absolvierte die oben angeführten Schulen und unterrichtete das Fach Militärwissenschaft unter anderem an der Princeton University. Damals spielte er auch in Armeemannschaften Polo. Zwischen Juli 1937 und Juni 1941 leitete er die für die Feldartillerie zuständige Abteilung der Militärakademie in West Point. Danach gehörte er bis November 1941 der Leitung der Feldartillerie (Field Artillery Board) an. Daran schloss sich eine bis zum Februar 1942 anhaltende Versetzung nach Governors Island in New York City an, wo er dem Stab der dortigen Artillerie angehörte. In diese Zeit fiel der Eintritt der Vereinigten Staaten in den Zweiten Weltkrieg.
Zwischen Februar 1942 und August 1943 kommandierte Prickett die Artillerie der 4. Infanteriedivision. Damals diente die Division an verschiedenen Standorten als Experimentalverband, um verschiedene Theorien in zahlreichen Manövern und unterschiedlichen militärischen Großverbandsstrukturen zu erproben. Zu einem Kampfeinsatz kam sie zu Pricketts Zeit als Kommandeur der Divisionsartillerie nicht. Im August 1943 erhielt Prickett als Nachfolger von Willard S. Paul das Kommando über die 75. Infanteriedivision, das er bis zum Januar 1945 behalten sollte. Die Division war in Fort Leonard Wood in Missouri stationiert und nahm zunächst an umfangreichen Manövern in den Vereinigten Staaten zur Vorbereitung auf einen Kriegseinsatz teil. Im November 1944 wurde sie nach Großbritannien verlegt und ab Dezember in Frankreich als Kampftruppe eingesetzt. Dort nahm sie unter anderem an der Abwehr der deutschen Ardennenoffensive teil. Anschließend drang sie weiter nach Deutschland vor. Am 26. Januar 1945 wurde Prickett zum stellvertretenden Kommandeur des XXI. Korps ernannt, das ebenfalls in Deutschland eingesetzt war. Diesen Posten behielt er bis zum europäischen Kriegsende im Mai 1945.
Danach erhielt er das Kommando über die 10. Panzerdivision, das er bis zum September 1945 behielt. In dieser Zeit wurde die Einheit von Europa in die Vereinigten Staaten zurückverlegt und bald danach aufgelöst. Danach wurde Prickett Kommandeur der 4. Panzerdivision (September 1945 bis März 1946). Diese war zuletzt in Hannover stationiert. Nach Pricketts Amtszeit als Kommandeur wurde sie im April 1946 nach Amerika zurückverlegt und dort aufgelöst. Teile der Division verblieben allerdings in Deutschland und bildeten die First Constabulary Brigade. Dabei handelt es sich um eine militärische Polizeitruppe, deren Aufgabe es war, die Ordnung in den amerikanischen Besatzungszonen aufrechtzuerhalten. Prickett wurde im März 1946 mit dem Kommando über diese Polizeitruppe betraut. Diesen Posten hatte er bis zum 15. Dezember 1947 inne. Zu seinen damaligen Aufgaben gehörte die Leitung des Mauthausen-Hauptprozesses gegen ranghohe Nazi-Kriegsverbrecher.
Zwischen Januar und Juli 1948 kommandierte Fay Prickett den Heeresbezirk für Pennsylvania. Danach war er bis 1952 stellvertretender Generalinspekteur des Heeres, wobei er gleichzeitig die Stabsabteilung für Inspektionen (Inspections Division) leitete. Im April 1953 schied er aus dem aktiven Militärdienst aus.
Der mit Margaret McGregor (1898–2003) verheiratete Offizier verbrachte seinen Lebensabend in Alexandria, Virginia. Er unterrichtete zeitweise das Fach Militärgeschichte an der University of Maryland. Privat spielte er Golf und engagierte sich beim Army Navy Country Club in Alexandria. Er starb am 18. Dezember 1982 im Walter Reed Army Medical Center in Washington D.C. Fay Prickett fand seine letzte Ruhestätte auf dem Nationalfriedhof Arlington.

## Orden und Auszeichnungen
Fay Prickett erhielt im Lauf seiner militärischen Laufbahn unter anderem folgende Auszeichnungen:
- Legion of Merit
- Bronze Star Medal
- Orden der Ehrenlegion (Frankreich)
- Kriegskreuz (Frankreich)